# Vespertine
Vespertine is het vierde studioalbum van Björk.

## Betekenis
Vespertine is een IJslands woord dat zoveel betekent als ‘iets dat in de avond leeft of bloeit’, en is afgeleid van het woord ‘Vesper’, dat de naam is van een gebed dat door monniken in de avond wordt gezongen.

## Stijl
Vespertine is gevuld met introverte liedjes, intieme teksten en microscopische beats. Björk werkte op Vespertine samen met Matmos, een groep van twee mannen die via hun omgeving geluiden en muziek creëren en die veel micro-beats verzorgen (goed te horen in Cocoon en It's not up to you). Ook Zeena Parkis werkte mee aan het album met haar harp. Zij en Björk schreven samen het nummer: Generous Palmstroke wat alleen op de Japanse versie van Vespertine werd uitgegeven en als B-kantje van Hidden Place.
In een interview dat Björk gaf aan Mtv.com naar aanleiding van de release van Vespertine omschreef ze het album als volgt: “Vespertine is like those days when it's snowing outside, and you're inside with a cup of cocoa and everything's very magical. You're euphoric, but you don't speak for days 'cause you don't want to.” In veel recensies wordt opgemerkt dat Vespertine Björks meest pure en intieme album is. Het staat in een vrij sterk contrast met het album ‘Homogenic’, dat Björk voor Vespertine uitbracht, waarop extraverte teksten en vrij agressieve beats nog nadrukkelijk de boventoon voeren.

## Tracklisting
1. "Hidden Place"  (05:29)
2. "Cocoon"  (04:28)
3. "It's Not Up To You"  (05:08)
4. "Undo"  05:38)
5. "Pagan Poetry"  (05:14)
6. "Frosti"  (01:41)
7. "Aurora"  (04:39)
8. "An Echo a Stain"  (04:04)
9. "Sun In My Mouth"  (02:40)
10. "Heirloom"  (05:12)
11. "Harm of Will"  (04:36)
12. "Unison"  (06:47)

Alle nummers zijn geschreven door Björk, behalve: 
"Cocoon" en "Undo": Björk en Thomas Knak.
"An Echo, A Stain" en "Sun In My Mouth": Björk en Guy Sigsworth.
"Heirloom": Björk en Martin Console.

## Singles
Van het album Vespertine zijn Hidden Place, Pagan Poetry en Cocoon uitgebracht. Het was de bedoeling It's not up to you ook uit te brengen maar dit is nooit doorgegaan.